# Fjällnörel

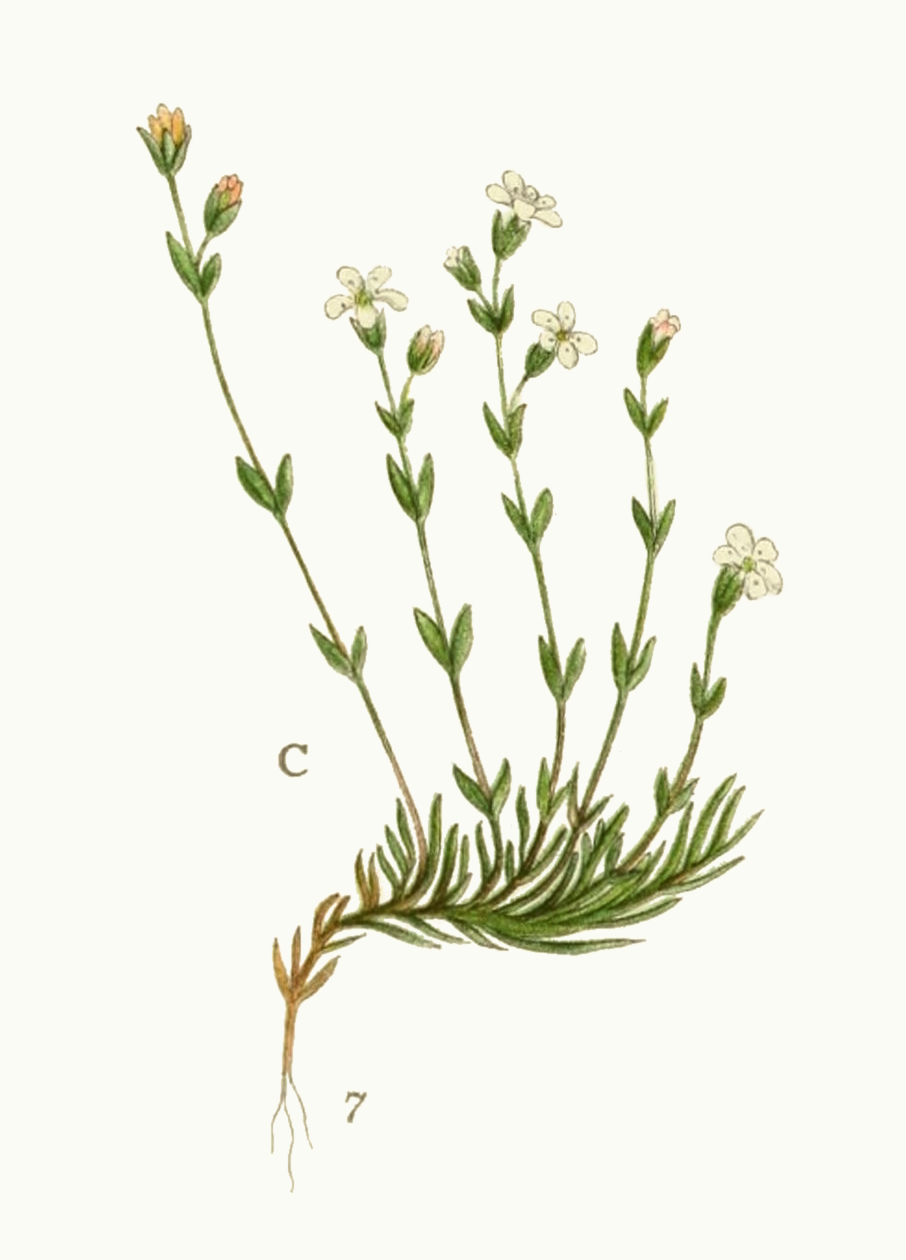
Fjällnörel.

Fjällnörel (Minuartia biflora eller Cherleria biflora) är en växtart i familjen nejlikväxter. 
I Finland förekommer fjällnöreln i norra Lappland, med en sydgräns ungefär vid 67° 30'.